# 아틀라스산맥
아틀라스 산맥(영어: Atlas Mountains, 아랍어:  جبال الأطلس )은 아프리카 북서부에, 모로코 · 알제리 · 튀니지에 걸쳐 동서로 뻗은 산맥으로, 길이는 약 2,400 km이다. 가장 높은 산은 높이 4,167m의 투브칼 산(Toubkal)이다. 아틀라스 산맥은 지중해와 대서양으로부터 사하라 사막을 가로막고 솟아 있다. 면적은 775,340km²이다. 이는 고기습곡산지에 해당한다

## 같이 보기
- 아틀라스 (신화)
- 카프사 문화